# ایزابل نانتی
ایزابل نانتی (به انگلیسی: Isabelle Nanty) (زاده ۲۱ ژانویه ۱۹۶۲) بازیگر فرانسوی است. از فیلم‌هایی که او در آنها نقش داشته‌است می‌توان به معجون زمان، استریکس و اوبلیکس: مأموریت کلئوپاترا، نه روی لبها، تابستان ۸۵ و بیگ‌باگ اشاره کرد.